# گروه دولتی رقص ارمنستان

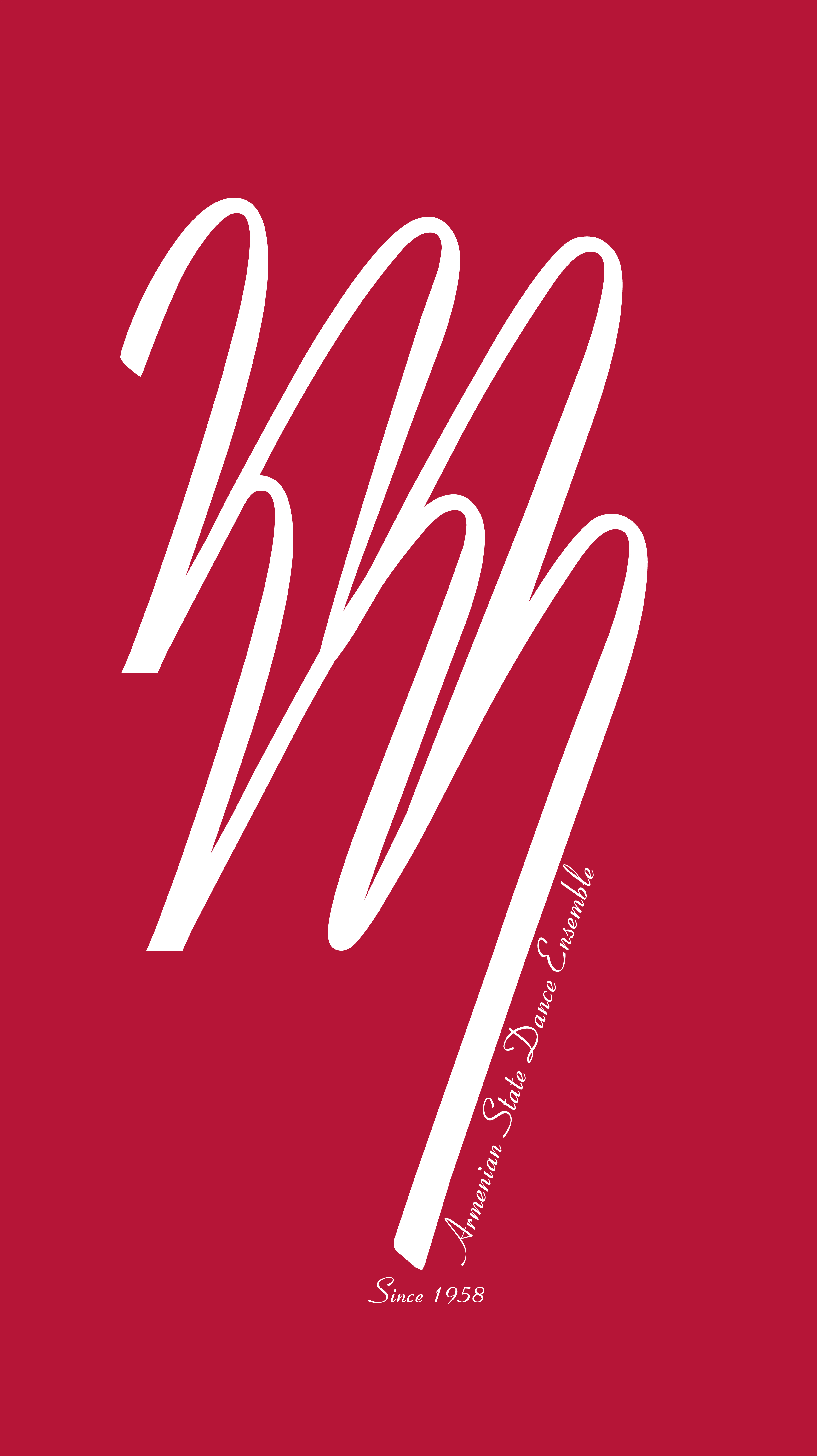

گروه دولتی رقص ارمنستان (ارمنی: Հայաստանի պարի պետական անսամբլ) در ۱۵ اکتبر ۱۹۵۸ به ابتکار گئورگی آساطریان، ادوارد مانوکیان (استاد باله) و خاچاطور آوتیسیان (آهنگساز) با هدف حفظ میراث و تکثیر سنت‌های چندصد ساله رقص ملی و انتقال به نسل‌های بعدی شکل گرفت.

## افتخارات
- جایزه دولتی ارمنستان شوروی (۱۹۷۶)
- عنوان شایسته جمعی ارمنستان شوروی (۱۹۷۸)
- تقدیر وزارت فرهنگ جمهوری ارمنستان (۲۰۱۷)